# Rugby a 15 nel 1925

## Attività Internazionale

### Tornei per Nazioni
|  | Cinque nazioni | Scozia |

### I tour
- Gli All Blacks concludono, il tour iniziato nel 1924 e che passerà alla storia come Il tour degli invincibili.

- Dopo un incontro di preparazione in patria gli All Blacks si recano in tour nel Nuovo Galles del Sud.

Questi i test contro una selezione australiana formata da giocatori del Nuovo Galles del Sud:
| Sydney 13 giugno 1925 | Australia (NSW) | 3 – 26 | Nuova Zelanda XV | R.A.S. |

| Sydney 20 giugno 1925 | Australia (NSW) | 0 – 4 | Nuova Zelanda XV | R.A.S. |

| Sydney 23 giugno 1925 | Australia (NSW) | 3 – 11 | Nuova Zelanda XV | R.A.S. |

- La Selezione del Nuovo Galles del Sud restituisce la visita neozelandese di pochi mesi prima [collegamento interrotto].

| Auckland 19 settembre 1925 | Nuova Zelanda XV | 36 – 10 | Australia (NSW) | Eden Park |

## I Barbarians
Nel 1925 la squadra ad inviti dei Barbarians ha disputato i seguenti incontri:
| Northampton 5 marzo 1925 | East Midlands | 20 – 13 | Barbarians |  |

| Penarth 10 aprile 1925 | Penarth RFC | 11 – 22 | Barbarians |  |

| Cardiff 11 aprile 1925 | Cardiff RFC | 25 – 21 | Barbarians | Arms Park |

| Swansea 13 aprile 1925 | Swansea RFC | 16 – 8 | Barbarians |  |

| Newport 14 aprile 1925 | Newport RFC | 15 – 10 | Barbarians | Rodney Parade |

| Leicester 28 dicembre 1925 | Leicester Tigers | 14 – 9 | Barbarians | Welford Road |

## Campionati Nazionali
| Argentina            | Camp. di Buenos Aires | CASI                          |
| Francia              | Campionato 1924-25    | Perpignan                     |
| Nuovo Galles del Sud | Shute Shield          | Glebe e Balmain               |
| Nuova Zelanda        | Ranfurly Shield       | Hawke's Bay detentore 1922-27 |
| Romania              | Campionato            | Sportul Bucarest              |
| Sudafrica            | Currie Cup            | Western Province              |